# José Ramón Larraz
José Ramón Larraz Gil (* 1929 in Barcelona; † 3. September 2013 in Málaga) war ein spanischer Comicszenarist, Comiczeichner, Filmregisseur und Drehbuchautor.

## Leben
Larraz begann 1952 als Illustrator bei verschiedenen Magazinen. Seit 1954 in Frankreich, arbeitete er dort mit Marijac zusammen und schrieb für „Opera Mundi“ zahlreiche Zeitungs-Strips. Später wirkte er unter verschiedenen Pseudonymen für diverse frankobelgische Comicmagazine. In Pilote erschien 1967 lediglich eine Fortsetzungsgeschichte mit dem Namen Yves la Brousse: Terreur au Bengale. Im Spirou war er hingegen von 1967 bis 1979 tätig. Dabei entwickelte er (unter dem Namen Gil) die Comic-Figur „Paul Foran“, von welcher acht Geschichten im Magazin veröffentlicht wurden. (Die letzte davon 1979 unter dem Pseudonym Watman.) Mittlerweile war er auch in Großbritannien aktiv. Daneben arbeitete er als Modefotograf. Nach seiner Hinwendung zur Filmregie wurde er vor allem für seine Horrorfilme und erotischen Werke bekannt. Er drehte zu Beginn ab 1970 für britische Produzenten als J. R. Larrath; 1976 ging Larraz in seine Heimat Spanien zurück, wo er manchmal unter dem Pseudonym Joseph Braunstein seine Arbeiten vorlegte. 1992 drehte er seinen letzten Film.
Nach seinem ersten, auch von ihm geschriebenen Film Whirlpool drehte er sich deutlich von den Hammer- und Amicus-Produktionen in ihrer Explizitheit sich unterscheidende Horrorstreifen. 1974 vertrat er mit Symptoms Großbritannien bei den Internationalen Filmfestspielen von Cannes. In Spanien widmete er sich, oftmals für Produzent José Frade, erotischen Stoffen. Gegen Ende seiner Laufbahn und bis 2002 wirkte Larraz auch an Fernseh-Miniserien wie Viento del pueblo mit.
Larraz war auch Autor mehrerer Romane und der Memoiren Del tebeo al cine, con mujeres de película.

## Filmografie (Auswahl)
Regie
- 1970: Flash Light (Whirlpool)
- 1974: Vampyres
- 1974: Symptoms
- 1977: La visita del vicio
- 1979: Golden Lady (The Golden Lady)
- 1979: Zeig mir, wie man’s macht (El periscopio)
- 1980: Zwei Kuckuckseier im Gruselnest (Polvos mágicos)
- 1981: Der französische Salon der Lady O. (Las alumnas de Madame Olga)
- 1987: Ruhe in Frieden (Descanse en piezas)
- 1988: Axolution – Tödliche Begegnung (Al filo del hacha)

Drehbuch
- 1972: Judas… ¡toma tus monedas!